# Ummidia pustulosa
Ummidia pustulosa là một loài nhện trong họ Ctenizidae. U. pustulosa được miêu tả năm 1879 bởi Lawrence Becker.